# Метриза
Метриза — музична школа у Франції та Нідерландах, що готувала церковних півчих. Метризи існували при католицьких храмах з VIII століття, найбільшого поширення набули в XV—XVIII століттях. Тут викладалися спів, гра на органі, а з XVI століття і на інших інструментах, теорія музики. Учні метриз отримували також загальну освіту. У кожній Метризі навчалося 20—30 співчих під керівництвом хормейстера (Maotre de chapelle — звідси назва). У XVIII столітті у Франції налічувалося близько 400 метриз.
Метризи зіграли значну роль у поширенні професійної музичної освіти. З-поміж учнів метриз вийшло багато видатних французьких і нідерладнських композиторів-поліфоністів (Ґ. Дюфаї, Я. Обрехт, Й. Окегем та ін.). В період революції 1791 року метризи були скасовані.